# Okitsu-juku
Okitsu-juku (jap. 興津宿 Okitsu-juku) – siedemnasta z 53 stacji szlaku Tōkaidō, położona obecnie w mieście Shizuoka.

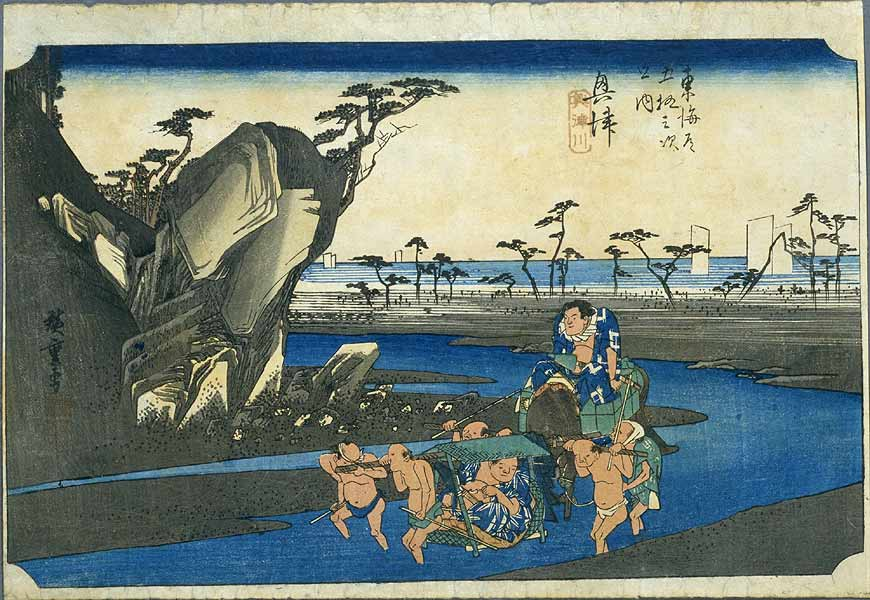
Stacja w latach 30. XIX wieku, Hiroshige Andō

Jest jedną z czterech pocztowych stacji odpoczynkowych znajdujących się w dzielnicy Shimizu.

## Historia
Okitsu-juku została założona w 1601 roku, tuż przed rozpoczęciem okresu Edo. W szczytowym momencie rozwoju shukuby znajdowało się tu ok. 316 budynków, w tym dwa honjiny i sub-honjiny oraz 34 hatago. 